# 约翰·贝施特
约翰·威廉·贝施特SJ（1763年5月20日—1842年1月6日）是生于奥属尼德兰卢森堡公国的天主教牧师和耶稣会士，1807年移民美国，在宾夕法尼亚州和马里兰州乡间传教。贝施特是兰开斯特圣母教堂最后的耶稣会牧师，还是巴爾的摩圣约翰福音教堂牧师和宾夕法尼亚州众多德语教会牧师。
贝施特暂停传道前往马里兰州巴尔的摩县怀特马什引导见习期的新耶稣会士，还曾在1829年短暂出任乔治城学院校长。他在马里兰州与来到美国的歐洲大陸耶稣会士结成统一战线，支持教会领导人的君主制观念。贝施特卸任校长后在乔治城学院继续工作一年担任德语教授，再到宾夕法尼亚州约克县天堂镇区担任12年牧师后辞世。

## 早年经历
约翰·威廉·贝施特1763年5月20日生于神圣罗马帝国奥属尼德兰卢森堡公国，早年经历缺乏记载。若望·卡罗尔大主教称贝施特1807年从阿姆斯特丹启程远赴新大陸前曾在卢森堡当牧师和座堂主任牧師。
贝施特抵达美国后于1807年10月10日加入耶稣会，并把姓名英语化。1809年8月22日和1814年4月21日，他在兰开斯特县申请归化。

## 美国传教

### 宾夕法尼亚州
贝施特抵达美国同年就当上宾夕法尼亚州兰开斯特圣母教堂祭司，第二年又当上牧师，是耶稣会在美国复兴后该教堂唯一的耶稣会牧师。分到圣母教堂后他同时向当地的美國人、德意志人和爱尔兰人三大族群传道并赢得卡罗尔大主教赞誉。教区此前因牧师国籍和语言争执不下，贝施特担任牧师后事态平息。上任牧师赫尔曼·斯托克（Herman J. Stoecker）英语尚有欠缺，爱尔兰教徒颇感不满。斯托克的上任牧师弗朗西斯·菲茨西蒙斯（Francis Fitzsimons）是爱尔兰人但不会德语，这又令大部分德裔教民难以接受。贝施特的母语是德语而且精通英语，所以能满足各方需求、解决争议。
贝施特担任牧师期间，教会于1810年在宾夕法尼亚州莱巴嫩创办传教区，此前该州其他地区都已建立这类传教区。同年7月23日，贝施特参与奠基仪式并为教堂起名圣母升天教堂。主持仪式时他用英语和德语向天主教与新教会众宣讲，台下还有摩拉维亚弟兄会牧师一人，信義宗和改革宗牧师各三人。贝施特牧师赢得教众支持，1812年卸任后爱尔兰人迈克尔·伯恩（Michael J. Byrne）接手。贝施特担任牧师颇受认同，有“非常圣洁的人” 美誉，但他并不因此满足，据卡罗尔所述，贝施特就像其他许多前来美国的外国传教士一样“想获得更好教育”。

### 马里兰州
接下来贝施特前往马里兰州巴尔的摩县怀特马什（White Marsh）引导见习期的新耶稣会士。耶稣会早在1741年就立足怀特马什，但成立新会士见习区是在1814年才真正提上日程。贝施特陪同首批新会士从弗雷德里克出发，1814年7月12日抵达怀特马什见习区，这年他就在此充当见习导师。
1816年，贝施特当上宾夕法尼亚州亚当斯县科纽戈镇区（Conewago Township）助理牧师，协助牧师路易·德巴特（Louis de Barth）。科纽戈周边的天主教徒越来越多，原本的传教区获得更大自治权但仍属科纽戈教区。贝施特负责其中约克县天堂镇区（Paradise Township）鸽子山（Pigeon Hills）的布兰特礼拜堂（Brandt Chapel）传教区。同年他前往弗雷德里克并停留两年。1818年，生病的贝施特已同费城主教迈克尔·弗朗西斯·伊根发生分歧，为此前往华盛顿哥伦比亚特区乔治城。为纪念馬丁·路德撰写《九十五条论纲》三百周年，费城出版署名贝施特的书册《祝福改革宗——马丁·路德自画像》。但书册其实是安东尼·科尔曼（Anthony Kohlmann）所写，借用贝施特的姓氏为化名。
1820年，贝施特接替布罗修斯出任巴爾的摩圣约翰福音教堂牧师，这里大部分教众是德裔，1828年他又由路易·德巴特接替。美国耶稣会对歐洲大陸耶稣会领导层心存疑惑，双方关系紧张，1820年总会长路易吉·富蒂斯（Luigi Fortis）决定生于波兰裔弗朗西斯·齐泽罗辛斯基（Francis Dzierozynski）担任美国耶稣会总会长查尔斯·尼尔（Charles Neale）的助理、顾问和告诫师，赋予齐泽罗辛斯基非常广泛的权力。贝施特支持富蒂斯总会长的决定，谴责美国耶稣会“不知何故”反对君主制，还有“主权本质上属于人民”这么奇怪的观念。1821年2月2日，贝施特获颁耶稣会古典学术职位。1823年齐泽罗辛斯基当上美国耶稣会总会长，贝施特再度表态支持。

## 乔治城学院

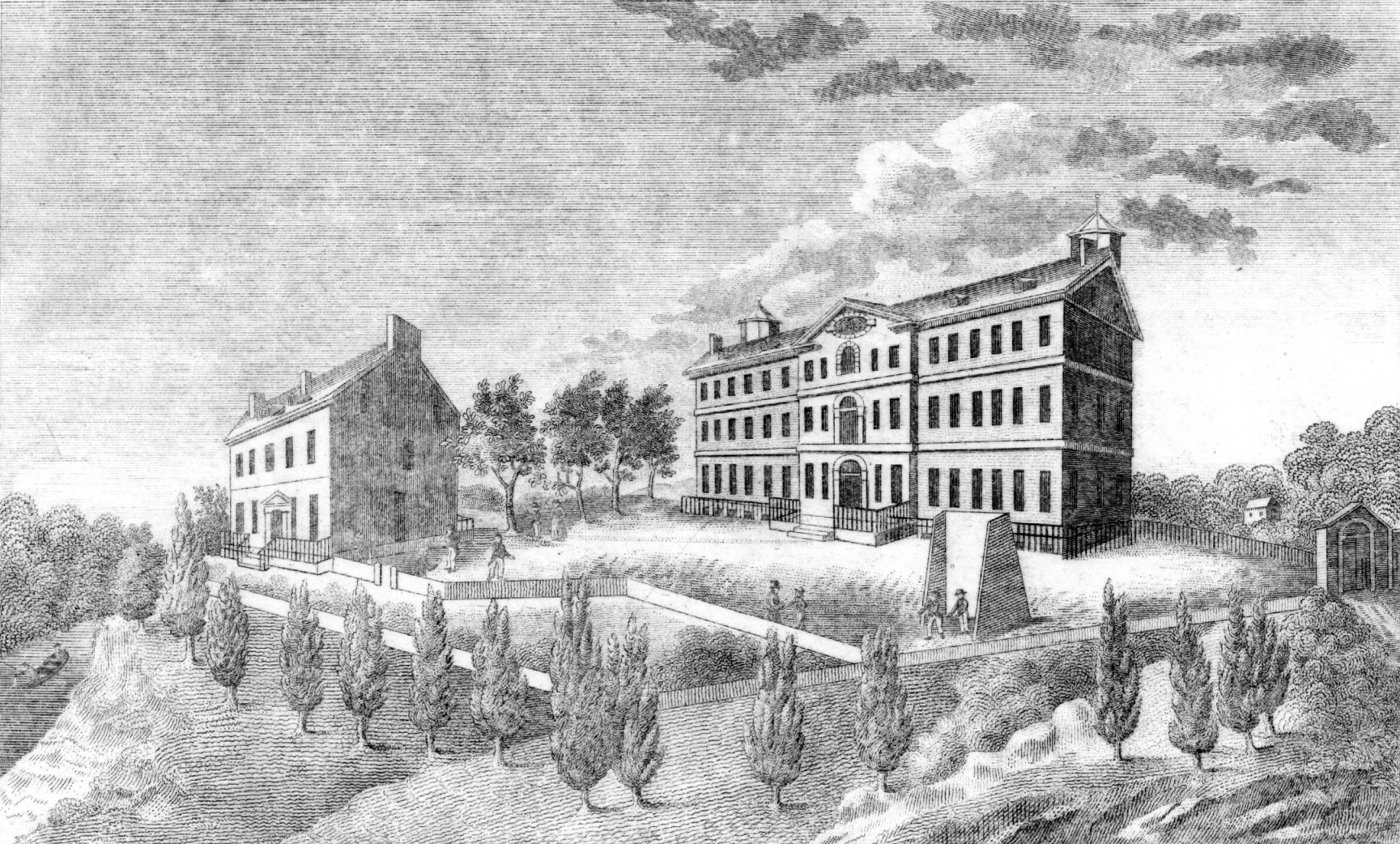
1829年乔治城学院校园

1828年，贝施特转到乔治城学院担任神职人员。1829年身患结核病的威廉·费纳获许辞职（同年六月去世），贝施特受命继任乔治城学院校长，3月31日上任。选他当校长颇让许多人意外并招来英美平信徒反对，声称贝施特英语读写不流利，对他完全可以用英语讲道视而不见。他们还断信贝施特对高校运作一无所知，抱持本土主义立场的耶稣会士曾以类似理由反对科尔曼、斯蒂芬·拉里格多勒·杜比森（Stephen Larigaudelle Dubuisson）等他国出生人士进入乔治城学院领导层。
与过去几任校长相比，贝施特执掌期间乔治城学院情况良好，计有45人学。同年学校在弗雷德里克开设分支院校圣约翰文学院，约翰·麦克埃罗伊（John McElroy）负责，学校在上一年8月7日奠基。执掌乔治城学院期间，贝施特与斯蒂芬·迪凯特（Stephen Decatur）皈依天主教的遗孀苏珊（Susan）结为好友。1829年9月4日，托马斯·穆勒迪接替贝施特的校长位置，后者留在学校担任德语教授到1830年。

## 晚年和逝世
贝施特1830年从乔治城学院退休后回到仍属科纽戈教会的天堂镇区布兰特礼拜堂，余生都在此当牧师，最后一年还得到同住天堂镇区的菲利普·萨基（Phillip Sacchi）协助。1842年1月6日，约翰·威廉·贝施特在天堂镇区与世长辞，遗体送到科纽戈礼拜堂下葬。

### 引用
1. ↑  Buckley & 2013，第127页
2. 1 2 3 4 5 6 7 8  Devitt & 1911，第242页
3. ↑  Woodstock Letters & 1901，第350, 352页
4. 1 2  Naturalization Index.
5. ↑  Woodstock Letters & 1901，第350–351页
6. ↑  Woodstock Letters & 1901，第351页
7. 1 2  Sener & 1894，第327页
8. ↑  Devitt & 1933，第185页
9. 1 2 3 4  Häberlein & 2009，第198页
10. ↑  Häberlein & 2009，第197–198页
11. ↑  Sener & 1894，第337页
12. ↑  Nolt & 2002，第185页
13. ↑  Chinnici & 1979，第727页
14. ↑  Burson，Wright & 2015，第210页
15. ↑  Burson，Wright & 2015，第213页
16. ↑  Devitt & 1933，第173页
17. ↑  Devitt & 1933，第175页
18. ↑  Devitt & 1933，第181页
19. ↑  Reily & 1885，第63页
20. ↑  Reily & 1885，第68页
21. ↑  Reily & 1885，第200页
22. ↑  Devitt & 1911，第243页
23. 1 2  Scharf & 1881，第540页
24. ↑  Gramatowski & 2013，第27页
25. ↑  Kuzniewski & 1992，第54页
26. ↑  Kuzniewski & 1992，第55页
27. ↑  Gramatowski & 2013，第15页
28. ↑  Mendizabal & 1972，第21页
29. ↑  Burson，Wright & 2015，第214页
30. ↑  Curran & 1993，第99页
31. ↑  Shea & 1891，第79页
32. 1 2  Curran & 1993，第101页
33. ↑  Lee & 2010，第34页
34. ↑  Easby-Smith & 1907，第65页
35. ↑  Shea & 1891，第81页
36. ↑  Warner & 1994，第199页
37. ↑  Shea & 1891，第90页
38. ↑  Devitt & 1932，第363页
39. ↑  Reily & 1885，第69页
40. ↑  Devitt & 1932，第344页